# 太田城 (常陸国)
太田城（おおたじょう）は、茨城県常陸太田市にあった日本の城。JR常陸太田駅から北方へ約1.7kmの高台（現在の太田小学校）に本郭が存在したとみられる。関東七名城の一つ。別名：佐竹城、舞鶴城、青龍城。

## 歴史・沿革
この城の起源は明らかではないが、天仁2年（1109年）に藤原通延（藤原秀郷の四世）が、下野国から太田郷に入り、太田大夫と称して築城したのが始まりであるという。
新羅三郎義光の孫・源昌義が、後三年の役（1051年から1062年）の功により領有することになった地名をとって「佐竹氏」を称した。二代佐竹隆義は当時の太田城主藤原通盛（通延の孫）を服属させたのち、通盛を小野台地（瑞竜中学校周辺）に移して「小野崎氏」を名乗らせ、自らが太田城に入った。入城の日、太田城の上空を鶴が舞いながら飛んだので「舞鶴城」と名づけたと伝わる。
以降、佐竹氏代々の居城であったが、戦国最末期の当主佐竹義宣が水戸城に本拠を移した。
その後、江戸幕府（徳川家康）の一国一城令により廃城となったが、城の機能は一部残され「太田御殿」と呼ばれ、水戸藩の附家老の中山氏が管理することとなった。

### 歴代城主
- 藤原通延など藤原氏
- 佐竹隆義
- 佐竹秀義
- 佐竹義重
- 佐竹長義
- 佐竹義胤
- 佐竹行義
- 佐竹貞義
- 佐竹義篤
- 佐竹義宣
- 佐竹義盛
- 佐竹義人（義憲、義仁）
- 佐竹義俊
- 佐竹義治
- 佐竹義舜
- 佐竹義篤
- 佐竹義昭
- 佐竹義重
- 佐竹義宣（久保田藩「秋田藩」の初代藩主。1600年に勃発した関ヶ原の戦い後の1602年、常陸54万石から出羽久保田18万石へ減封された。）
- 中山氏（水戸藩家老）

## 構造
本郭は現在の太田小学校一帯。
二の郭は内堀町から若宮八幡宮一帯。
三の郭は栄町の大部分で北側が搦手とよばれている。
これらの郭は明治の初期に国から町の有志に払い下げられ、土塁をくずし堀を埋めて宅地や道路が造られたが、大正末期まで土塁や郭の一部が残っていた。